# Uncertain (Texas)
Uncertain é uma cidade localizada no estado norte-americano de Texas, no Condado de Harrison.

## Demografia
Segundo o censo norte-americano de 2000, a sua população era de 150 habitantes.
Em 2006, foi estimada uma população de 156, um aumento de 6 (4.0%).

## Geografia
De acordo com o United States Census Bureau tem uma área de
1,3 km², dos quais 1,3 km² cobertos por terra e 0,0 km² cobertos por água.

## Localidades na vizinhança
O diagrama seguinte representa as localidades num raio de 24 km ao redor de Uncertain.